# Světlana Kapaninová
Světlana Vladimirovna Kapaninová (rusky Светлана Владимировна Капанина; narozená 28. prosince 1968 Ščučinsk, Kokčetavská oblast, dnes Kazachstán) je ruská akrobatická pilotka a sedminásobná absolutní mistryně světa žen v letecké akrobacii.
S létáním začala v roce 1988. Roku 1995 absolvovala Kalužskou školu letecké techniky. Absolutní mistryní světa žen v akrobatickém létání se stala sedmkrát v letech 1996, 1998, 2001, 2003, 2005, 2007 a 2011, vícekrát než, kterýkoli jiný pilot v této kategorii. Vyhrála také celkové hodnocení World Air Games v letech 1997 a 2001.Roku 2008 spolu s Michailem Mamistovem a Olegem Spoljanskim zvítězila v týmech na 16. FAI Mistrovství Evropy v letecké akrobacii v Hradci Králové. V jednotlivcích se umístila jako nejlepší žena na čtvrtém místě.
V roce 1996 se stala zasloužilou mistryní leteckého sporu a roku 2002 zasloužilou trenérkou Ruské federace.
Z roku 1997 je držitelkou ocenění Paul Tissandier Diploma udělovaného Mezinárodní leteckou federací (FAI). V roce 2005 získala Medaili Sabihy Gökçen a také Centenary Medal FAI.
S manželem a dvěma dětmi žije v Moskvě.